# Membranipora raymondi
Membranipora raymondi är en mossdjursart som beskrevs av Hayami 1975. Membranipora raymondi ingår i släktet Membranipora och familjen Membraniporidae. Inga underarter finns listade i Catalogue of Life.